# Orlaya daucorlaya
Orlaya daucorlaya är en växtart i släktet blomsterkörvlar och familjen flockblommiga växter. Den beskrevs av Svante Samuel Murbeck.

## Utbredning
Arten förekommer i mellersta Italien och på Balkan.